# Schlüsselwortmethode
Die Schlüsselwortmethode, auch Ersatzwortmethode, Assoziationslernmethode, Hilfswortmethode, Kennwortmethode und Keywordmethode genannt, ist ein mnemotechnisches Verfahren, um effizient und langfristig Vokabeln zu lernen.

## Aufbau
Das Gedächtnis bzw. die Mnemotechnik beruht auf der Assoziation von Altem mit Neuem. Außerdem kann sich das Gehirn Bilder und eindrucksreiche Vorstellungen besser merken als abstraktes Lernmaterial. Die Schlüsselwortmethode baut auf verschiedenen gehirn-gerechten Prinzipien auf:
1. Neue Vokabeln werden mit bereits vorhandenem Wissen verknüpft.
2. Abstraktes und unbekanntes Material wird in gut vorstellbare Bilder transformiert.
3. Es findet eine geistige Verarbeitung und eine bewusste Konfrontation mit dem neuen Wissen statt.

## Funktionsweise
Für eine neue Vokabel wird ein Wort aus der Muttersprache gesucht, das phonetisch gleich oder ähnlich klingt wie die zu erlernende Vokabel oder gleich oder ähnlich geschrieben wird. Das bereits bekannte Wort ist das sogenannte Schlüsselwort. Es wird das neue fremdsprachliche Wort mit bereits bekanntem Wissen, also dem Schlüsselwort, verknüpft. Aus dem Schlüsselwort und der Bedeutung, also der Übersetzung der Vokabel, wird ein Mentalbild, also ein Bild im Geist erstellt. Bei dem Mentalbild, das als Eselsbrücke dient, handelt es sich um einen kurzen Satz, in dem sowohl das Schlüsselwort oder auch mehrere Schlüsselwörter als auch die Übersetzung der neuen Vokabel eingearbeitet sind. Die Schlüsselwörter können auch aus einer beliebigen anderen Sprache kommen, sogar aus der zu erlernenden Sprache selbst.

## Beispiele für Vokabeln aus 20 Sprachen
Die einzelnen Fremdsprachen sind in der Auflistung in alphabetischer Reihenfolge angeordnet. Alle aufgeführten Beispiele sind zumindest sinngemäß aus der Fachliteratur entnommen, wobei die Mentalbilder von den Fachbuchverfassern als Vorschläge gedacht sind.
| Sprache        | Wort                      | Übersetzung             | Schlüsselwort bzw. Schlüsselwörter | Mentalbild |
| -------------- | ------------------------- | ----------------------- | ---------------------------------- | --- |
| Arabisch       | saraka                    | stehlen                 | sah, Racker                        | Ich sah den Racker etwas stehlen. |
| Chinesisch     | hútòng                    | Gasse                   | Hut                                | Durch die Gasse fliegt ein Hut. |
| Chinesisch     | shuāng                    | Frost                   | Schuh, Angel                       | Durch den Frost hängt ein Schuh an der Angel. |
| Englisch       | bile                      | Galle                   | Beil                               | Ein wutschnaubender Mann, dem die Galle überläuft, tobt mit einem Beil herum. |
| Englisch       | desert                    | Wüste                   | Deserteur                          | Ein Deserteur flieht aus der Kaserne und verschwindet in der Wüste. |
| Englisch       | hose                      | Schlauch                | Hose                               | Diese Jeans-Hose sitzt wie ein enger Schlauch an meinem Körper. |
| Englisch       | mice                      | Mäuse                   | Mais                               | Die vielen Mäuse knabbern alle Mais. |
| Englisch       | table                     | Tisch                   | Tablett                            | Auf dem Tisch steht ein Tablett. |
| Esperanto      | mielo                     | Honig                   | Miele                              | Eine Waschmaschine der Marke Miele ist mit Honig beschmiert. |
| Esperanto      | pruno                     | Pflaume                 | Bruno                              | Vorstellung, wie Bruno mit Genuss eine Pflaume isst. |
| Finnisch       | hyttynen                  | Mücke                   | Hütte, Dünen                       | Es steht eine Hütte auf den Dünen; ich öffne die Tür und es schwirren lauter Mücken heraus.                                                                                                 |
| Finnisch       | kummitus                  | Gespenst                | „Kumm mit us“                      | Wir laden das einsame Gespenst ein und sagen: „Kumm mit us.“ – Verfremdete deutsche Wörter oder Dialektwörter sind auch möglich.                                                            |
| Französisch    | admirer                   | bewundern               | Admiral                            | Der Admiral (militärischer Dienstgrad und auch Schmetterlingsart) wird von allen bewundert.                                                                                                 |
| Französisch    | chien                     | Hund                    | Schi                               | Der Hund rast auf Schiern ins Tal. |
| Französisch    | lilas                     | Flieder                 | lila                               | Ich denke an duftende lila Fliederzweige. |
| Französisch    | rot                       | Rülpser                 | rot                                | Als ihm ein Rülpser beim Geschäftsessen entwischt, wird er rot. |
| Griechisch     | majó                      | Badehose                | Mayonnaise                         | Beim Anziehen der Badehose ist sie voller Mayo. |
| Griechisch     | neró                      | Wasser                  | Nero                               | Kaiser Nero umgibt sich bei Auftritt mit den tollsten Wasser-Spielen. |
| Hebräisch      | or                        | Licht                   | Ohr                                | Man sieht einen Menschen, bei dem Licht aus dem Ohr scheint. |
| Hebräisch      | niagára                   | Toilettenspülung        | Niagarafälle                       | Vorstellung, dass beim Betätigen der Toilettenspülung das ganze Bad vie von Niagarafällen überflutet wird.                                                                                  |
| Italienisch    | bordo                     | Rand                    | Bord                               | Wenn man über Bord geht, stürzt man über den Rand des Schiffes. |
| Italienisch    | crostino                  | Toast                   | kross, Tino                        | Kross mag Tino seinen Toast am liebsten. |
| Italienisch    | calmare                   | beruhigen               | Calamares                          | Ich beruhige mich in einem italienischen Restaurant mit Calamares. |
| Kisuaheli      | hundi                     | Scheck                  | Hund                               | Ein Hund schnappt sich den Scheck und läuft damit fort. |
| Kisuaheli      | meza (z als s gesprochen) | Tisch                   | Messer                             | Vorstellung, wie ein Messer im Tisch steckt. |
| Kisuaheli      | sana                      | sehr                    | Sahne                              | Das Essen schmeckt sehr gut, weil die Köchin überall viel Sahne hineingegeben hat. |
| Kroatisch      | soba                      | Zimmer                  | sauber                             | Dieses Zimmer ist endlich sauber. |
| Kroatisch      | tvrd                      | hart                    | die Fritte                         | Man beißt auf die Fritte und merkt, dass sie sehr hart ist. |
| Lateinisch     | ancora                    | Anker                   | an, Cora                           | An Cora gefällt mir ihre Ankerkette. |
| Lateinisch     | ara                       | Altar                   | Ara                                | Ein grüner Ara fliegt in die Kirche und landet auf dem Altar. |
| Lateinisch     | cubare                    | liegen                  | Kuh, Bahre                         | Die Kuh liegt auf der Bahre. |
| Niederländisch | formulier                 | Formular                | Formular, Bier                     | Vorstellung, über das Formular ein Bier zu kippen |
| Niederländisch | onderneming               | Unternehmen             | Unternehmen, Omelett, Ming         | In diesem Unternehmen wirft jemand mit Omeletts herum und zerbricht eine Ming-Vase. – Auch die Verwendung von Lauten und Silben verschiedener Schlüsselwörter ist möglich (wem es gefällt). |
| Norwegisch     | heis                      | Aufzug                  | heiß                               | Im Aufzug ist es ungewöhnlich heiß. |
| Norwegisch     | seng                      | Bett                    | eng                                | Das Bett ist sehr eng. |
| Portugiesisch  | bílis                     | Galle                   | billig                             | Mir kommt die Galle hoch, weil ich das Auto so billig verkaufen muss. |
| Russisch       | prowodník                 | Schaffner               | prosten, Wodka, nicken             | Der russische Schaffner prostet mit Wodka und nickt allen zu. |
| Russisch       | sad                       | Garten                  | satt                               | In einem Garten fressen sich alle Vögel satt. |
| Schwedisch     | hink                      | Eimer                   | hinken                             | Vorstellung, dass einem der Eimer auf den Fuß gefallen ist und man hinkt |
| Schwedisch     | glass                     | Eis                     | Glas                               | Es schmiert jemand Eis ans (Fenster-)Glas. |
| Spanisch       | abeia                     | Biene                   | aber, ja                           | „Aber ja!“, sagte die Biene. |
| Spanisch       | barato                    | billig                  | bar, Rate                          | Bar zahle ich die Rate, denn sie ist billig. |
| Spanisch       | boca                      | Mund                    | Bock (z. B. Ziegenbock)            | Vorstellung, wie mir ein Ziegenbock über den Mund leckt. |
| Spanisch       | caspa                     | Schuppen (auf dem Kopf) | Kasper                             | Kasper fliegen die Schuppen stark aus dem Haar, weil er sich schüttelt wie verrückt. |
| Spanisch       | corbata                   | Krawatte                | Korb, Ata                          | Im Korb liegt Ata neben der Krawatte, um sie zu waschen. |
| Spanisch       | falda                     | Rock                    | fall, da                           | Fall da nicht hin in deinem neuen Rock. |
| Spanisch       | firma                     | Unterschrift            | Firma                              | Nach einem Missverständnis hat jemand seine Unterschrift auf das Gebäude der Firma gesetzt.                                                                                                 |
| Tamilisch      | eruda                     | schreiben               | Ruder                              | Vorstellung, Notizen auf ein Ruder zu schreiben |
| Türkisch       | bal                       | Honig                   | Ball                               | Ein Ball fällt in den Honig. |
| Türkisch       | harika                    | wunderbar               | Haar, Erika                        | Das Haar von Erika ist wunderbar. |

## Geschichtliche Entwicklung der Schlüsselwortmethode

### Altes Griechenland und altes Ägypten
Bereits um 500 v. Chr. schlägt ein anonymer griechischer Verfasser in der Dialexeis vor, „sich einen fremden Namen zu merken, indem man ihn in Teilstücken auf das setze, was man schon wisse.“ So heißt es: „Z. B. du sollst den Χρύσιππος (Chrysippos) lernen. So setze ihn auf Χρυσóς (Gold) und ἵππóς (Pferd). Oder Πυριλάμπος (Pyrilámpos) zu setzen auf Πύρ (Feuer) und Λάμπειν (leuchten).“ So sollten fremde Namen und Fremdwörter durch lautähnliche Ersatzwörter gemerkt werden, was einen Anfang der Schlüsselwortmethode bedeutet.
Auch in der Entwicklung der Schrift im alten Ägypten erkennt man bereits mnemotechnische Ansätze der Schlüsselwortmethode, besonders aber den „Entwicklungsschritt, die phonetischen Anlaute oder ganze Silben als Bildsymbole in die Hieroglyphen zu integrieren und zu neuen Wörtern zu kombinieren.“

### Johannes Buno – 1651

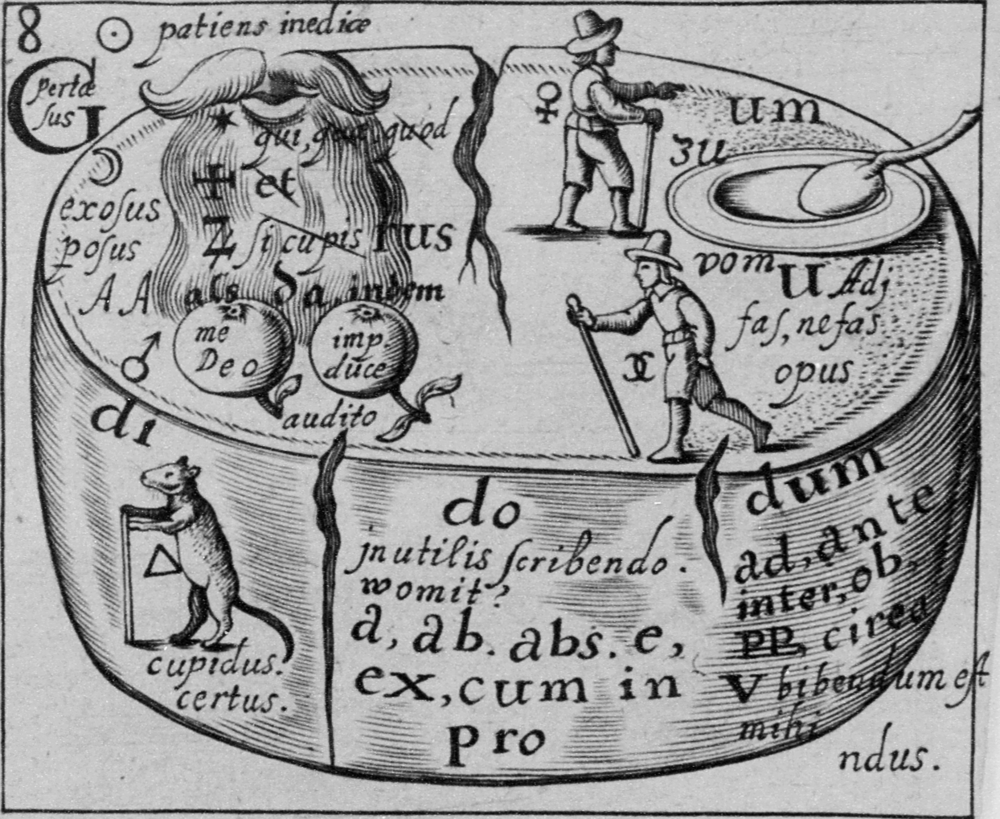
Johannes Buno: Neue Lateinische Grammatica von 1651 – Tafel 9, Bild 8 (vor S. 209)

Der deutsche Theologe und Pädagoge Johannes Buno (1617–1697) veröffentlichte 1651 seine Neue Lateinische Grammatica in Fabeln und Bildern. In diesem Werk verwendet er zahlreiche mnemotechnische Bilder, durch die sich Grammatik und Vokabeln visualisieren und leichter einprägen und lernen lassen. Buno stellte die mit seiner Grammatica erzielten Erfolge öffentlich unter Beweis, indem er durch die mnemotechnische Verbilderung der Vokabeln seinen Schülern binnen zwei Monaten über 2000 Vokabeln beibrachte.

### Johann Heinrich Döbel – 1707

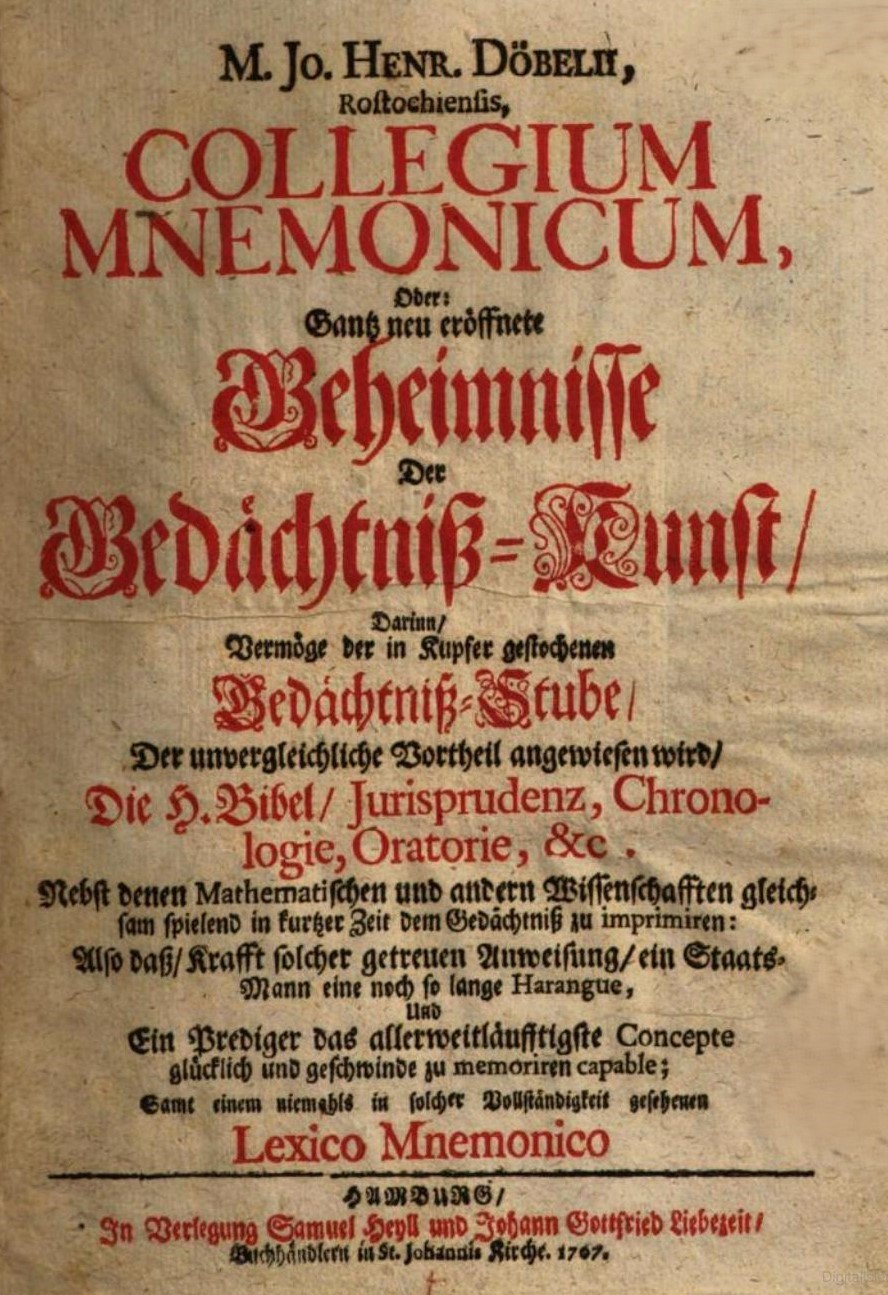
Johann Heinrich Döbel: Collegium Mnemonicum, Titelseite – 1707

Johann Heinrich Döbel veröffentlichte 1706 sein Werk Geheimnisse Der Gedächtniß-Kunst gründlich fürgestellet So durch Mündliche Erklärung im Collegio Mnemonico vollkömmlich zu begreiffen sind. Das Nachfolgewerk Collegium Mnemonicum, Oder: Gantz neu eröffnete Geheimnisse Der Gedächtniß-Kunst erschien 1707. Darin schreibt er:
„Die unbekanten Wörter werden behalten (1.) Wenn man in der Sprache / die bekant ist / ein gar gleiches oder mehrentheils gleiches Wort suchet; e. g. wenn ich das Französische Wort L'air oder die Luft behalten wolte / nehme ich an statt dessen das Teutsche Wort Leer und heffte es an Aaron, oder eine andere Person auff folgende Weise: Aaron künstelt ein güldenes Kalb und setzet es in ein leer Gefäß. (2.) Wenn ich dergleichen Wörter erfinde / welche mit dem unbekanten Wort überein kommen / theile ich das unbekante Wort / und mache über einen jeden ein Bildniß. Als Alabandenſis (ein Philoſophus beym Cicerone) ist getheilet in Ala oder ein Flügel / band und Enſis oder ein Schwerdt. Das Polnische Wort Rencaf ist getheilet in rein oder lauter / und Kaff oder Spreu; hernach werden solche Theilungen an Aaron und Æneas & c. auff folgende Weise gehefftet: Aaron künstelt ein güldenes Kalb mit einer Ala und band daran ein Enſis, oder er setzete es in rein Kaff.“
In den Verbildlichungen verwendet Döbel allerdings im Gegensatz zur heutigen Verwendung der Schlüsselwortmethode noch nicht die deutschen Bedeutungen der fremdsprachlichen Vokabeln. Die Schlüsselwörter verknüpft er mit dem Ort von Aarons Goldenem Kalb aus dem biblischen Buch Exodus. Diese biblische Szene war ein imaginärer Ort in Döbels Gedächtnispalast „Döbelsche Stuben“. Döbel war also mit den Mnemotechniken von Johannes Buno bestens vertraut und verteidigte diese auch in seinem Collegio Mnemonico „wegen der mächtigen Hülffe vors Gedächtniß“.

### Carl Otto Reventlow – 1847

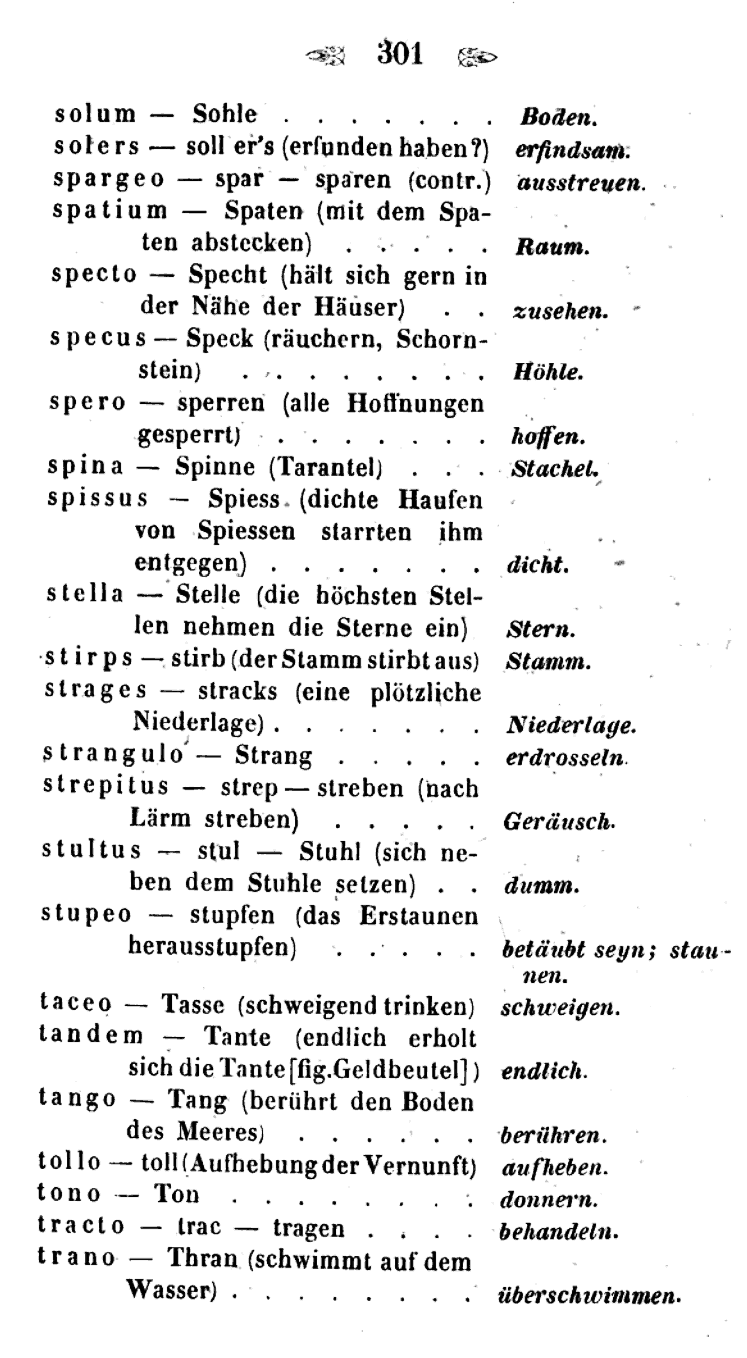
Carl Otto Reventlow: Praktisches Lehrbuch der Mnemotechnik von 1847, Seite 301 – Liste mit lateinischen Wörtern, Schlüsselwörtern und Übersetzungen

Carl Otto Reventlow, der eigentlich Carl Christian Otto hieß, veröffentlichte 1847 nach bereits mehreren früheren Veröffentlichungen zur Mnemotechnik nun unter dem Namen Carl Otto sein Praktisches Lehrbuch der Mnemotechnik oder Gedächtniskunst. Auf den Seiten 266–283 sind Vokabellisten mit fast 400 altgriechischen Wörtern und auf den Seiten 283–303 mit über 470 lateinischen Wörtern aufgeführt.
Die Auflistungen zeigen, dass Carl Otto Reventlow schon sehr nahe am heutigen Verständnis der Schlüsselwortmethode dran war. Er tauscht die griechische bzw. lateinische Vokabel durch ein ähnlich klingendes vorwiegend deutsches Wort aus und „nutzt es als Anhaltspunkt für die Verbindung mit ihrer Bedeutung. Dabei zielt er nicht auf mentale Bilder ab, sondern auf mehr oder weniger natürliche, logische Wortassoziationen.“ Meistens zeigt Reventlow zu den deutschen Bedeutungen nur die Schlüsselwörter, verwendet das übersetzte Wort gelegentlich auch in Wendungen. Im Unterschied zum heutigen Verständnis der Schlüsselwortmethode sind die Assoziationen allerdings nicht bewusst seltsam, absurd und lustig gehalten.

### John Henry Bacon – 1867
Der Theologe John Henry Bacon aus Cumberland, England, beschrieb im Jahr 1862 die Anwendung der Schlüsselwortmethode, die er als Phonetic Link Method bezeichnete. In seinen Ausführungen geht es um das Erlernen von französischen Vokabeln:
„I want to connect in my mind arbre with tree in such a way that when one is mentioned the other will immediately spring up. Arbre is an unfamiliar idea, it is a mere sound to me beyond which I know nothing about it; and it is to be associated with the familiar idea tree, about which I know many things. I must then distinctly give utterance to the sound, which is the only thing I know about it; and I must ask myself is there any English word with which I am familiar suggested by this sound? 0 yes; there is the word arbour that is a familiar idea to me, very familiar indeed; it is at the end of our garden. It is shaded by an overspreading tree. Here, then, I have changed an unfamiliar idea into a familiar one, which is to be associated with tree. The mental process, then, is (Arbre) arbour-tree, which are to be placed simultaneously before the mind.“
Bacon sucht in seinem obigen Beispiel ein ähnlich klingendes englisches Schlüsselwort für das französische Wort arbre, was Baum, im Englischen tree, heißt. Dabei stößt er auf das ihm sehr vertraute englische Wort arbour. Arbour heißt, obwohl es vom lateinischen Wort arbor (Baum) kommt, nicht Baum, sondern eher Laube und Gartenlaube bedeutet. Bacon bekommt aber die entsprechende Assoziation, weil am Ende seines Gartens eine Gartenlaube steht, die von einem ausladenden Baum beschattet wird. Seine Visualisierung und bildliche Vorstellung ist somit arbour-tree, Gartenlaube-Baum, der große Baum, der über seiner Gartenlaube ist.

### Harry Lorayne – 1957
Der amerikanische Zauberkünstler und Gedächtniskünstler Harry Lorayne (1926–2023) veröffentlichte 1975 sein Buch How to Develop a Super Power Memory. Darin erläutert er neben anderen Mentaltechniken auch die Schlüsselwortmethode, die er Substitute Word System nennt; aufgeführt werden 12 Assoziationsbeispiele. Im gleichen Jahr erschien auch die deutsche Übersetzung Wie man ein Super-Gedächtnis entwickelt.

### Günther Beyer – 1971
In seiner Veröffentlichung Gedächtnisschulung (zusammen mit Jura Vyto) von 1971 verdeutlicht der selbstständige Trainer und Begründer von zwei Lehrinstituten
Günther Beyer (* 1946) die Schlüsselwortmethode anhand mehrerer Assoziationsbeispiele. In der 1974er Ausgabe Gedächtnis- und Konzentrationstraining. Ein Lehrbuch zum Selbststudium und für fortschrittliche Schulen, das im gleichen Jahr neben dem gebundenen Buch auch als Taschenbuchausgabe unter dem Titel Gedächtnistraining. Ein Buch für kluge Köpfe erschien, zeigt Beyer im Kapitel über Fremdwörter und Vokabeln etwa 70 Vokabeln mit vorgegebenen Schlüsselwörtern zur eigenständigen Verknüpfung. Beyers Bücher zur Mnemotechnik und Schlüsselwortmethode erschienen unter verschiedenen Titeln bis in die 2000er Jahre in mehreren Verlagen.

### Michael M. Gruneberg – etwa 1986

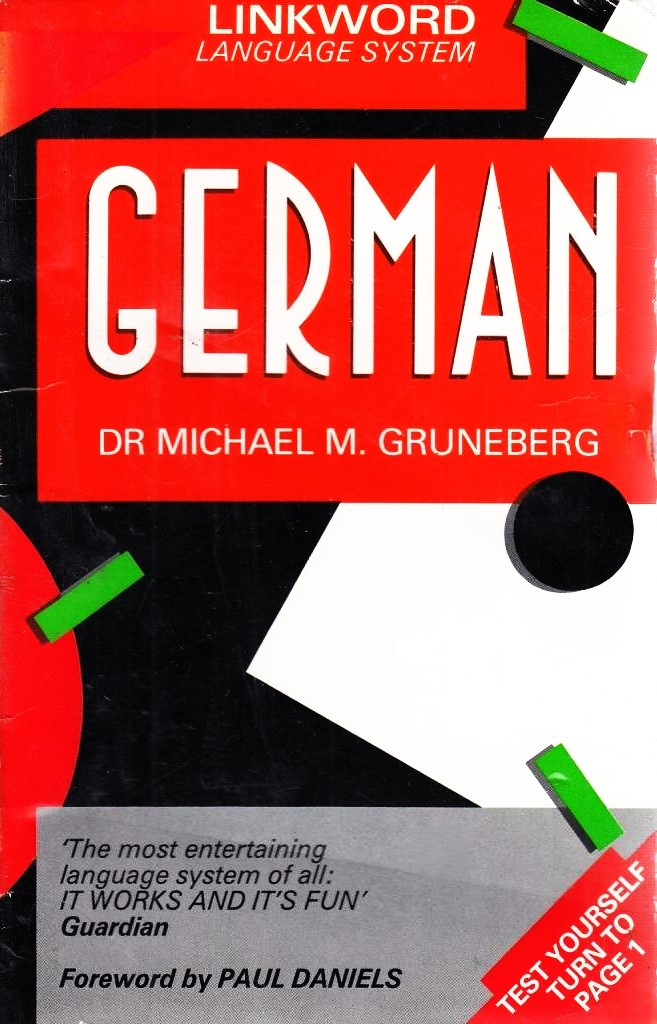
Michael M. Gruneberg: German, London 1991

Der Brite Michael M. Gruneberg veröffentlichte ab 1986/87 Bücher zum Erlernen von Sprachen nach der Schlüsselwortmethode, die er als Linkword Method bezeichnet. Zwischenzeitlich bestehen die Lehrmaterialien aus E-Books, Software-Kursen und MP3-Audiokursen. Zur Zeit (2024) werden Kurse für 30 verschiedene Sprachen in bis zu vier Levels (je nach Sprache) angeboten. Nach dem vierten Level sind 1200 Vokabeln behandelt. Der Wortschatz ist thematisch sortiert. Die Schlüsselwörter und Verbildlichungen der Wörter der Fremdsprache sind von den zwischenzeitlich unterschiedlichen Verfassern fest vorgegeben. „Grunebergs Veröffentlichungen geben allerdings keine weitere Anleitung zur eigenständigen Anwendung der Methode.“ Auch Oliver Geisselhart (2012) und Wilfred Lindo (2018) bieten bereits fest vorgefertigte Schlüsselwörter und Mentalsätze an.
In den Kursen werden nicht nur die neu zu lernenden Wörter in Sätzen nach der Schlüsselwortmethode angeboten, sondern es wird auch die Grammatik in ihren Grundzügen behandelt. Alle Kurse sind auf Englisch. Jedoch erschienen 1995 Übersetzungen für deutsche Lernen für die Sprachen Englisch und Französisch kurzfristig auf dem deutschen Markt. Nach eigenen Angaben wurden inzwischen über 750 000 Kurse weltweit verkauft.
Beispiele für Deutsch als Zielsprache:
The German word for HEAVY is SCHWER. Imagine you SWEAR while lifting a HEAVY object.
The German for LATE is SPÄT. Imagine hitting your friend with a SPADE when he is LATE.
The German for SKIRT is ROCK. Imagine a SKIRT spread over a large ROCK.

### Roland R. Geisselhart – 1989
Der Gedächtnistrainer und Seminarleiter Roland R. Geisselhart aus Friedrichshafen veröffentlichte bereits vor seinen zahlreichen Büchern zum Thema Gedächtnistraining 1989 das Buch Vokabeln lernen wie im Schlaf. Darin spielt er nicht die herkömmlichen Lernmethoden gegen mnemotechnische Methoden aus, sondern empfiehlt: „Wenn Sie schon eine bewährte Lernmethodik haben, so behalten Sie diese bei, steigern Sie sich und ergänzen Sie Ihre Lerntechnik durch eine weitere.“ Geisselhart zeigt zu über 50 überwiegend aus der englischen, aber auch jeweils einige aus der spanischen und lateinischen Sprache, die Schlüsselwörter und Verbildlichungen in Sätzen sowie oft ausführliche Erklärungen. Auch schwierige Vokabeln, bei denen es problematisch ist, passende Schlüsselwörter zu finden, werden gezeigt und dabei die mögliche Schlüsselwortbildung erklärt.

### Gunther Karsten – 2002

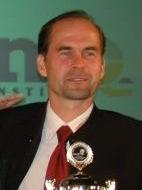
Gunther Karsten 2005 auf der deutschen Gedächtnismeisterschaft

Der Gedächtnistrainer und (2007) sowie Senioren-Gedächtnisweltmeister (2023) Gunther Karsten (* 1961) beschreibt in seinem im Jahr 2002 veröffentlichten Buch Erfolgsgedächtnis. Wie Sie sich Zahlen, Namen, Fakten, Vokabeln einfach besser merken eingehend die Schlüsselwortmethode. Er weist darauf hin, dass man diese Methode „auf ähnliche Weise auch zum schnellen Lernen von Fremdwörtern, Fachwörtern oder sonstigen schwierigen Begriffen einsetzen“ kann. Als Beispiel für einen Fachbegriff verwendet Karsten das Wort Arachnologie (Spinnenkunde) und schlägt dem Leser vor, sich vorzustellen, „wie eine dicke Spinne Ihren Rachen hinunterläuft – gewiss kein angenehmes, aber ein einprägsames Bild!“ Außerdem zeigt Karsten 16 Vokabeln aus vier Sprachen und fordert außer bei den erklärten Eingangsbeispielen vorher den Leser auf, eigenständig Schlüsselwörter und Mentalbilder zu finden, bevor Karsten seine Schlüsselwörter und Mentalbildergeschichten angibt.

### Christiane Stenger – 2004

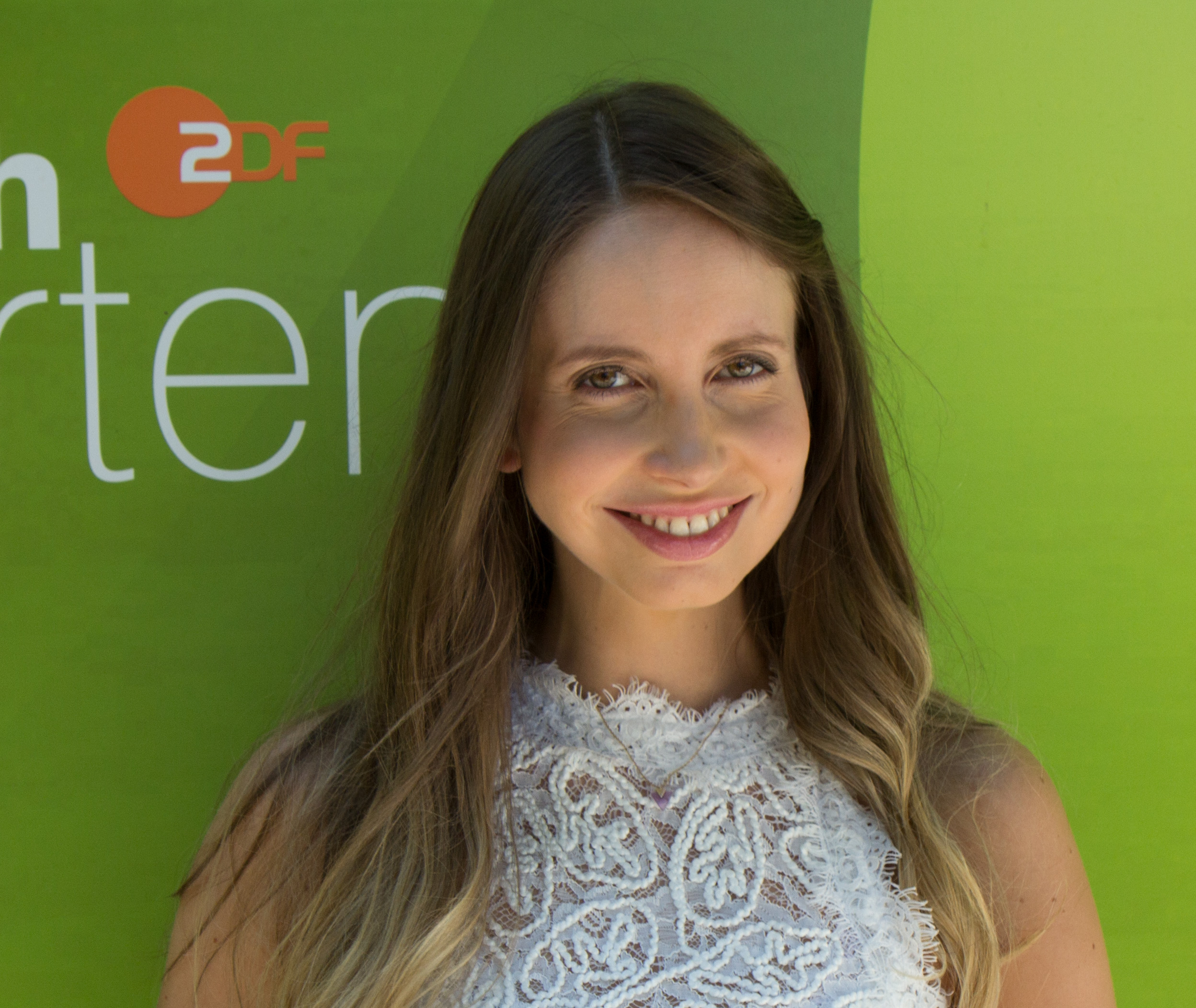
Christiane Stenger im ZDF-Fernsehgarten – 2018

Die Fernsehmoderatorin, Gedächtnistrainerin und 5-fache Junioren-Gedächtnisweltmeisterin (1999–2003) Christiane Stenger (* 1987) veröffentlichte 2004 ihr erstes Buch mit dem Titel Warum fällt das Schaf vom Baum. Gedächtnistraining mit der Jugendweltmeisterin. Darin beschreibt sie neben anderen Mnemotechniken auch die Schlüsselwortmethode. Wie auch Gunther Karsten lässt sie bei vielen Vokabeln den Leser nach Schlüsselwörtern und verbilderten Sätzen suchen, bevor sie ihre Lösungsvorschläge anbietet. Auch für die Aneignung von Fremdwörtern empfiehlt sie die Schlüsselwortmethode. So verbildert sie zum Beispiel den Fachbegriff Anamnese (Krankheitsvorgeschichte) mit folgendem Satz: ANna ging AM Anfang ihrer Krankheit zum ChiNESEn (Arzt) und erzählte ihre Geschichte. Stenger führt 12 verschiedene Fachbegriffe und 16 Vokabeln aus fünf Sprachen an.

### Oliver Geisselhart – 2012

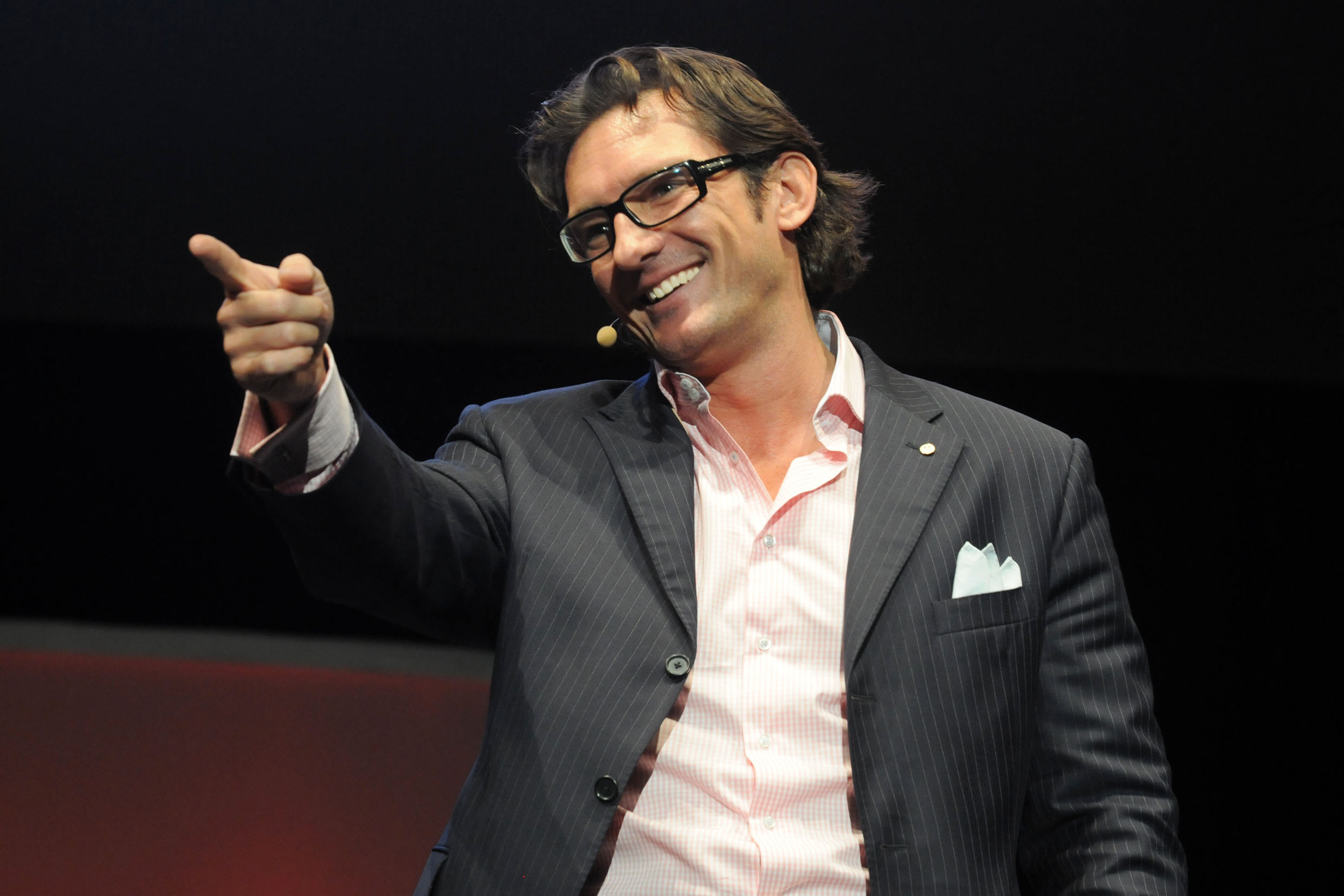
Oliver Geisselhart – 2011

Der Diplom-Betriebswirt und Gedächtnistrainer Oliver Geisselhart (* 1967) brachte in den Jahren 2012–2018 zusammen mit dem Gedächtnistrainer Helmut Lange eine Reihe von fremdsprachlichen Vokabelbüchern heraus, die alle an der Schlüsselwortmethode ausgerichtet sind. Die Reihe begann 2012 mit Schieb das Schaf. Mit Wortbildern hundert und mehr Englischvokabeln pro Stunde lernen.
Die Schlüsselwörter sind bereits in den Buchtiteln eingebaut:
Englisch (2012): Schieb das Schaf – sheep
Spanisch: (2012): Liebe am O(h)r – amor
Französisch (2013): Wasch die Kuh – vache
Italienisch (2013): Lutsche das Licht – luce
Lateinisch  (2014): Kaputt ist der Kopf – caput
Business-Englisch (2018): Mannis Geld – money
Die Ausgabe für Englisch enthält 1000 Vokabeln und die Ausgabe für Business-Englisch 800 Vokabeln; die anderen Sprachen enthalten jeweils 1500 Vokabeln. Die Schlüsselwörter und verbilderten Mentalsätze sind fest vorgefertigt, wie dies auch bei Michael M. Gruneberg (1986) und Wilfried Lindo (2018) der Fall ist.

### Sabine Krueger – 2014
Die Gedächtnistrainerin Sabine Krueger aus Essen, die auch als Dozentin an der Folkwang Musikschule in Essen unterrichtet, brachte 2014 das umfassende Anleitungs- und Trainingsbuch Sprachen leichter lernen. Mit Vokabelbildern verblüffend schnell und nachhaltig Wortschatz aufbauen – plus 10-Tage-Trainingsprogramm zur Schlüsselwortmethode heraus. Darin behandelt sie im Gegensatz zu allen anderen Mnemotechnik-Büchern, welche die verschiedenen Mnemotechniken vorstellen, auf fast 250 Seiten ausschließlich die Schlüsselwortmethode. Jedoch begrenzt Krueger das Erlernen neuer Vokabeln nicht nur auf diese Methode, sondern empfiehlt, die Wörter nach dem Erlernen mit der Schlüsselwortmethode zusätzlich mit einer Lernkartei gemäß dem von Sebastian Leitner konzipierten Wiederholungssystem zu wiederholen. „Die Lernkartei oder Vokabelbox ist ein bekanntes, gleichwohl oft verschmähtes und unterschätztes System. Sie ist nicht so simpel, wie es scheint, vereint sie doch mehrere lernpsychologische Grundsätze der Lernforschung in sich.“
Krueger zeigt über 250 Vokabeln aus über 20 Sprachen sowie über 20 Fremdwörter und Fachbegriffe. Jedoch bietet sie die dazugehörigen Schlüsselwörter und Mentalbilder von den jeweiligen Einführungsbeispielen abgesehen nicht gleich als vorgefertigte Lösungen an. Der Lernende soll selbst eine Lösung zu jeder Vokabel suchen, bevor er Kruegers eigene Lösungsvorschläge kennenlernt.

### Wilfred Lindo – 2018
Der Geschäftsführer einer Marketingberatung und Fachautor Wilfred Lindo aus Berlin veröffentlicht seit 2018 Wörterbücher in der Reihe Vokabel lernen mit Eselsbrücken. Lernen mit der Schlüsselwortmethode Wörterbücher, die ausschließlich nach der Schlüsselwortmethode ausgerichtet sind. 2018 wurden Wörterbücher für Englisch-Deutsch, Englisch für Kinder sowie Englisch-Deutsch speziell mit einem Wortschatz für Reise und Urlaub veröffentlicht, außerdem auch ein Wörterbuch Spanisch-Deutsch. 2019 folgten Wörterbücher für Englisch-Deutsch/Teil 2 sowie für Französisch-Deutsch und Italienisch-Deutsch. Jedes Buch enthält etwa 200 Vokabeln (Englisch für Kinder 111 Vokabeln). Das fremdsprachliche Wort wird auf jeweils einer Seite mit dem Schlüsselwort und einem dazu passenden Mentalbildsatz angegeben; hinzugefügt ist jeweils eine Illustration von Joachim Gottwald zur weiteren Visualisierung, was einmalig im Vergleich mit anderen Schlüsselwortmethode-Büchern ist. 
Wie auch bei Michael M. Gruneberg (1986) und Oliver Geisselhart (2012) sind die Schlüsselwörter und verbilderten Mentalsätze fest vorgefertigt und vorgegeben. Es werden im Gegensatz zu den meisten Vertretern der Schlüsselwortmethode keine Anleitungen zu deren selbstständiger Anwendung gegeben. Lindo begründet dies so: „In der Vergangenheit zeigte die Schlüsselwortmethode genau an dieser Stelle ihre Schwäche. Allein die Tatsache, dass der Lernende für jede Vokabel ein eigenes Schlüsselwort und somit auch eine individuelle Eselsbrücke finden musste, ließ in der Praxis diese Lernmethode häufig scheitern. Zumal dieser kreative Vorgang zeitaufwändig war und das eigentliche Lernen verzögerte. Um diese Schwäche auszumerzen, haben wir diese Aufgabe für den Lernenden übernommen. So findet der Leser zu jeder Vokabel ein fertiges Schlüsselwort und eine einprägsame Grafik, die anhand des Schlüsselsatzes in Handarbeit erstellt wurde.“

## Internationale Studien zur Wirksamkeit der Schlüsselwortmethode
Es gibt kaum eine Methode zum Erlernen von Fremdsprachen, die so umfassend getestet wurde wie die Schlüsselwortmethode; bereits bis 1987 wurden im englischsprachigen Raum über 50 Studien in renommierten Wissenschaftszeitschriften veröffentlicht. Nachfolgend einige Beispiele zu verschiedenen Sprachen.

### 1974: Stanford-Studien – Englisch-Russisch und Englisch-Spanisch
Laut Atkinson und Raugh ist die Effektivität der Methode umso höher, je ähnlicher die zu erlernende Sprache der Muttersprache ist. Sie ließen of an der Stanford University, Kalifornien, amerikanische Studenten drei Tage lang jeden Tag 40 russische Vokabeln lernen. Diese Studenten waren völlig Anfänger in der russischen Sprache. Die 52 Teilnehmer durften die russischen Wörter und Schlüsselwörter jeweils nur für ein paar Sekunden sehen. Am vierten Tag wurden alle 120 Vokabeln wieder abgefragt. Die Gruppe, welche nach der Schlüsselwort- bzw. Ersatzwortmethode gelernt hatte, erinnerte sich an 72 % der Vokabeln gegenüber 43 % in der Kontrollgruppe, deren Teilnehmer die Wörter auf herkömmliche Weise lernte. Auch bei einem unangekündigten Test nach 43 Tagen lagen die Gedächtnisleistungen mit 46 % signifikant höher als bei der Kontrollgruppe mit 28 %.
Bei einer weiteren Studie 1974 mit spanischen Wörtern kamen Atkinson und Raugh zu noch deutlicheren Unterschieden. Die Teilnehmer waren 40 willkürlich zusammengestellte Studenten. Am vierten Tag erinnerte sich die Schlüsselwortgruppe noch an 88 % der 120 Vokabeln gegenüber 28 % in der Gruppe, die die normale Lernmethode anwendete. „Die Erinnerungsleistung betrug also etwa das Dreifache der üblichen Erinnerungsleistung – oder anders ausgedrückt: etwa 200 % mehr!“
Dass die Ergebnisse der Spanisch-Studie unter Anwendung der Schlüsselwortmethode noch etwas erfolgreicher waren, „lässt sich damit erklären, dass russische Vokabeln generell für einen Englisch-Muttersprachler schwieriger zu lernen sind als spanische. Bei dieser überwiegend phonetischen Methode liegt eine besondere Herausforderung darin, mit englischen Schlüsselwörtern für eine dem Englischen sehr entfernten Sprache zu hantieren.“

### 1980: Studie der United States Army – Englisch-Koreanisch
Douglas Griffith führte 1980 mit 60 Angehörigen der U.S. Army am Research Institute der U.S. Army in Alexandria, Virginia, durch. In den Tests mussten 15 koreanische Vokabeln erlernt werden. Das Ergebnis war, dass die Lerneffizienz der Lerngruppen, die der Schlüsselwortmethode lernten, um 79 % höher war und auch die Lernzeit geringer war im Vergleich mit den Kontrollgruppen, die nach herkömmlichen Methoden die koreanischen Wörter lernten.

### 2010: Taiwan-Studie – Chinesisch-Englisch
Die mehrtägige Studie wurde von I-Ju Chen und Hui-Jing Hsiao unter muttersprachlichen chinesischen Studenten, die bereits sehr fortgeschrittene Englisch-Kenntnisse hatten, durchgeführt. Die Studien wurden unter einem sehr hohen Aufwand an Vorbereitung hinsichtlich der Gleichheit der Vergleichsgruppen durchgeführt. Die 15 englischen Vokabeln waren dem Wirtschaftsenglisch entnommen. Die Erinnerungsleistung, die nach Schlüsselwortmethode lernte, betrug 95 % gegenüber der die Wörter isoliert und herkömmlich lernenden Gruppe, die eine Erinnerungsleistung von 56 % aufwies.

### 2012: Iran-Studie – Persisch-Englisch
Im Iran führte Arezoo Ashoori Tootkaboni am Kish Language Institute of Teheran eine Studie mit 65 Schülerinnen, die alle persische Muttersprachlerinnen waren, durch. Die Schülerinnen im Alter von 13 bis 17 Jahren hatten das erste Jahr Englisch-Unterricht. Es mussten 20 englische Vokabeln gelernt werden. Drei Lerngruppen lernten nach drei unterschiedlichen Lernmethoden: Schlüsselwortmethode, Lernen aus dem Textzusammenhang, herkömmliches Pauken. Der Wörtertest über die Merkfähigkeit erfolgte nicht unmittelbar nach dem Erlernen, sondern erst nach einer Woche. Dabei betrug die Erinnerungsleistung 91 % bei der Schlüsselwortmethode-Gruppe, 80 % bei der Gruppe, welche die Wörter aus dem aus dem Textzusammenhang lernte sowie 69 % bei der Gruppe, die sich die Wörter isoliert nach der herkömmlichen Methode beibrachte.

## Memorierung eines ganzen Wörterbuches
Der Gedächtnisgroßmeister Yip Swee Chooi aus Malaysia, der 1999 in London Grandmaster of Memory („Gedächtnisgroßmeister“) wurde, lernte mit der Schlüsselwortmethode die 4. Auflage des Wörterbuchs Oxford Advanced Learner's Dictonary English-Chinese auswendig; das Wörterbuch hat etwa 57 000 Einträge und 1774 Seiten. Die Lernzeit betrug fast sechs Monate. Yip Swee Chooi konnte nicht nur zu jedem Wort aus einer der beiden Sprachen die entsprechende Übersetzung sagen, sondern kannte auch die exakte Definition in der Landessprache, die Seitenzahl und die Stelle auf der Seite, wo das Wort stand.
Für diese Gedächtnisleistung verwendete Yip Swee Chooi auch die Loci-Methode. Er hatte eine mentale Route mit über 58 000 Punkten, auf denen er die jeweiligen Vokabeln ablegte.

## Grenzen der Schlüsselwortmethode
Nicht zu jeder fremdsprachlichen Vokabel, die man lernen will, lässt sich leicht und schnell eine bildhafte Vorstellung und Assoziation aus der Muttersprache oder einer anderen Fremdsprache finden. So ist die Schlüsselwortmethode nicht als Ersatz der herkömmlichen Lernmethoden wie zum Beispiel dem Lernen mit einer Lernkartei oder dem Besuch eines Sprachkurses, wie er unter anderem an der Volkshochschule angeboten wird, gedacht. Jedoch leistet die Schlüsselwortmethode als Ergänzung zu den herkömmlichen Lernwegen sehr gute Dienste.
„Wenn Sie schon eine bewährte Lernmethodik haben, so behalten Sie diese bei, steigern Sie sich und ergänzen Sie Ihre Lerntechnik durch eine weitere.“ Geisselhart, S. 72
Es wird auch empfohlen, diejenigen Wörter, die mit der Schlüsselwortmethode erlernt wurden, zusätzlich mit einer Lernkartei gemäß dem von Sebastian Leitner konzipierten Wiederholungssystem weiter zu festigen und zu wiederholen.